# Miño (La Corogne)
Miño est une commune de la province de La Corogne en Espagne située dans la communauté autonome de Galice. Elle comptait 5760 habitants en 2011. La commune est située sur le Camino inglés, un des chemins secondaire du pèlerinage de Saint-Jacques-de-Compostelle qui commence à Ferrol.